# Traité d'architecture
Pour les articles homonymes, voir Traité.
Un traité d'architecture est un ouvrage théorique présentant les règles de l'architecture savante. Les traités d'architecture sont le vecteur de transmission de l'architecture européenne du XIVe au XIXe siècle, se référant à l'antiquité greco-latine.
Il ne faut pas les confondre avec les dictionnaires d'architecture.

## Contenu des traités
Les traités abordent :
- la matérialité de l'architecture (les matériaux de construction et de leur mise en œuvre),
- l'aspect social de l'architecture (usage, distribution, bienséance),
- le beau (proportions, ornement).
- le sens, quelle signification donner à l'architecture en tant que langage universel comprenant vocabulaire, syntaxe et grammaire ?

Les références utilisées sont celles de l'architecture antique, à savoir de l'architecture romaine dans un premier temps, puis, à partir de la redécouverte des sites grecs, de l'architecture grecque. 

La description des ordres architecturaux a toujours occupé une place importante dans les traités d'architecture.
Le traité de Vitruve, De architectura (Ier siècle av. J.-C., est le seul traité qui nous soit parvenu de l'Antiquité. Redécouvert à la Renaissance, il a inspiré tous les traités ultérieurs au point même d'être plusieurs fois traduit et adapté au goût du jour.
Les auteurs de traités citent également comme références des édifices fameux de la Renaissance, voire les leurs.
Ils y énoncent aussi de règles pratiques comme François Blondel qui à partir d'une étude scientifique énonce la règle de composition des escaliers, ou Andrea Palladio pour le tracé régulier des volutes de l'ordre ionique.
Ils abordent parfois comme Vitruve, Palladio ou Philibert Delorme l'aspect métaphysique de leur art. 

Le terme art dans ces traités s'entendant à la fois au sens de savoir (art des métiers) et au sens esthétique.

## Liste des traités d'architecture
De nombreux traités des XVIe et XVIIe siècles sont en ligne sur le site "Architectura" du Centre d'études supérieures de la Renaissance à Tours, http://architectura.univ-tours.fr/

### Antiquité
- Ier siècle avant J.-C, Vitruve, De architectura, traduction italienne par Daniele Barbaro et illustrations Andrea Palladio Venise 1566, traduction française par Jean Martin, Les Dix Livres d’architecture, Paris, 1547 puis par Claude Perrault en 1673. En ligne: http://architectura.cesr.univ-tours.fr/Traite/Auteur/Vitruve.asp?param=

### Traités italiens
- 1452 : Leone Battista Alberti, De re aedificatoria 1452 manuscrit, 1485 édition latine à Florence, 1546 édition italienne à Venise (Traduction L'Art d'édifier). En ligne: http://architectura.cesr.univ-tours.fr/Traite/Auteur/Alberti.asp?param=
- 1537 - 1547 : Sebastiano Serlio, Livre I (1545), Livre II (1545), Livre III" (les Antiquités) (1540), Livre IV" (les ordres)' (1537), les Temples (1547). En ligne: http://architectura.cesr.univ-tours.fr/Traite/Auteur/Serlio.asp?param=
- 1562 : Giacomo Barozzi da Vignola, Regola delli Cinque Ordini d’Architettura. En ligne: http://architectura.cesr.univ-tours.fr/Traite/Auteur/Vignole.asp?param=
- 1570 : Andrea Palladio, I Quattro Libri dell’Architettura, Venise, (traduction française : Roland Fréart de Chambray, Les Quatre Livres de l'architecture, 1650). En ligne: http://architectura.cesr.univ-tours.fr/Traite/Auteur/Palladio.asp?param=
- 1615 : Vincenzo Scamozzi (1552 - 1616) Dell’Idea dell’Architettura Universale, Venise

### Traités français ou en français
- 1559 : Jacques Androuet du Cerceau, Livre d'architecture, Paris. En ligne: http://architectura.cesr.univ-tours.fr/Traite/Auteur/Androuet_du_Cerceau.asp?param=
- 1564 : Jean Bullant, Règle générale d'architecture. En ligne: http://architectura.cesr.univ-tours.fr/Traite/Auteur/Bullant.asp?param=
- 1567 : Philibert de l’Orme, Le Premier tome de l'Architecture, Paris. En ligne: http://architectura.cesr.univ-tours.fr/Traite/Auteur/De_L_Orme.asp?param=
- 1650 : Roland Fréart de Chambray, Parallèle de l’architecture antique et de la moderne, Paris. En ligne: http://architectura.cesr.univ-tours.fr/Traite/Auteur/Freart_de_Chambray.asp?param=
- 1683 : Claude Perrault, Ordonnances des cinq espèces de colonne, Paris. En ligne: http://architectura.cesr.univ-tours.fr/Traite/Auteur/PerraultCl.asp?param=
- 1706 : Louis Géraud de Cordemoy, Nouveau Traité de toute l'architecture ou l'Art de bastir, Paris réédition augmentée d'un dictionnaire en 1716, Chez Cignard à Paris
- 1675 : François Blondel, Cours d’architecture, Paris. En ligne: http://architectura.cesr.univ-tours.fr/Traite/Auteur/Blondel.asp?param=
- 1753 : Marc-Antoine Laugier, Essai et observations sur l’architecture, Paris
- 1771 : Jacques-François Blondel, Cours d’architecture, Paris
- 1801 - 1805 : Jean Nicolas Louis Durand, Précis des cours d'architecture donnés à l'École polytechnique, Paris
- 1863 - 1872 : Eugène Viollet-le-Duc, Entretiens sur l'architecture, Paris
- 1960-  : Karim Daoudi, Espace Langage Architecture, sur le sens et signification de l'espace et les éléments formels comme ensemble signifiant. Lien librairies : https://www.archires.archi.fr/fr/catalogue/440966.

### Traités allemands et flamands
- 1486-1488 : Mathias Roriczer, Büchlein von der Fialen Gerechtigkeit / Die Geometria Deutsch. Ratisbonne.
- 1550 : Hans Blum, Columnarum exacta descriptio atque delineato, Zurich.
- 1577 : Vredeman de Vries (1527-1604), Architectura, Anvers.
- 1594 - 1598 : Wendel Dietterlin (ca 1550-1599), Architectura, Nuremberg.

### Traités espagnols
- 1526 : Diego de Sagredo, "Medidas del Romano", Tolède (et traductions françaises). En ligne: http://architectura.cesr.univ-tours.fr/Traite/Auteur/Sagredo.asp?param=

### Traités britanniques
- John Shute (- 1563) The first and Chief Groundes of Architecture, Londres 1563
- James Gibbs (1682 – 1754) Rules of Drawing the several Parts of Architecture Londres 1732
- Isaac Ware (mort en 1766) The Complete Body of Architecture Londres 1756
- Sir William Chambers (1723 – 1796) A Treatise on Civil Architecture Londres 1759

### Traités américains (États-Unis)
- Charles Moore, G-Allen – Dimensions, Space, shape and scale in architecture  1976, traduction française L’architecture sensible  Espace, echelle et forme Bordas Paris 1981
- Louis Sullivan - Traité d'ornementation architecturale, Editions Mardaga, 1990
- Robert Venturi - Complexity and Contradiction in Architecture The Museum of Modern Art New York 1966 traduit en français De l'ambiguïté en architecture Collection aspect de l'urbanisme, Dunod editeur Bordas Paris 1976, 1980  (ISBN 2-04-000554-4)